# Серебряный (Дмитровский район)
Сере́бряный — упразднённый посёлок, существовавший на территории Дмитровского района Орловской области до 2004 года. Входил в состав Малобобровского сельсовета.

## География
Располагался в 13 км к югу от Дмитровска и в 2 км к юго-западу от села Привич. Высота над уровнем моря 246 м. К западу от Серебряного располагался также упразднённый посёлок Яблоновский.

## История
В 1926 году в посёлке было 11 хозяйств крестьянского типа, проживало 82 человека (41 мужского пола и 41 женского). В то время Серебряный входил в состав Круглинского сельсовета Круглинской волости Дмитровского уезда. Позднее передан в Малобобровский сельсовет. В 1937 году в посёлке было 13 дворов. Во время Великой Отечественной войны, с октября 1941 года по август 1943 года, находился в зоне немецко-фашистской оккупации. Захоронение солдат, погибших в боях за освобождение посёлка, после войны было перенесено в общую братскую могилу села Осмонь. На карте 1981 года Серебряный обозначен как нежилой населённый пункт. Упразднён 15 октября 2004 года.

## Население
| 82 | 0 | 0 |